# Acaricesa
Genre
Synonymes
- Thonius Lehtinen, 1981 nec Lacordaire, 1842

Acaricesa est un genre d'holothyrides de la famille des Holothyridae.

## Distribution
Ces acariens se rencontrent en Papouasie-Nouvelle-Guinée et en Nouvelle-Guinée occidentale.

## Liste des espèces
- Acaricesa berlesei (Lehtinen, 1995)
- Acaricesa grandjeani (Hammen, 1961)
- Acaricesa longipes (Thorell, 1882)
- Acaricesa mendi (Lehtinen, 1995)
- Acaricesa montanus (Hammen, 1983)

## Publication originale
- Koçak & Kemal, 2008 : Nomenclatural notes on the genus group names of the order Acarina. Centre for Entomological Studies Miscellaneous Papers, n. 145, p. 1-6 (texte intégral).
- Lehtinen, 1981 : New Holothyrina (Arachnida, Anactinotrichida) from the New Guinea and South America. Acarologia (Paris), vol. 22, n. 1, p. 3-13.